# Тицкий, Антон Робертович
Антон Робертович Тицкий (род. 12 февраля 1990, Волгоград) — российский государственный деятель. В 2022 году после российской оккупации части Запорожской области в ходе вторжения на Украину был назначен министром по молодёжной политике российской оккупационной Военно-гражданской администрации Запорожской области, а в 2024 назначен заместителем губернатора по внутренней политике Запорожской области под российской оккупацией. Также является советником руководителя Федерального агентства по делам молодежи на общественных началах (с 2022).
С 2015 года внесён в базу сайта «Миротворец». C 2022 года находится под санкциями Евросоюза, США, Великобритании, Австралии, Новая Зеландия.

## Биография
Антон Тицкий вырос в Севастополе. В 2004 году в возрасте 14 лет стал членом Российской общины Севастополя. Участвовал в деятельности ряда русских организаций Севастополя и Украины. Был организатором многих патриотических акций, посвященных Дню Победы, Дню народного единства, другим памятным датам и событиям в Севастополе, Киеве, Луганске и других городах. Принимал участие в мероприятиях по восстановлению памятников на Братском кладбище в Севастополе, ДОТов времен Великой Отечественной войны.
В 2011 году стал одним из инициаторов создания Всеукраинской общественной организации «Русское Молодежное Движение», которая была направлена на объединение русской и русскоязычной молодежи для совместного отставания своих прав и интересов. В этом же году возглавил комитет по вопросам работы с молодежью Всеукраинского координационного совета организаций российских соотечественников (ВКСОРС).
В 2013 году стал руководителем Севастопольской городской организации партии «Русское Единство». В 2014 году активно участвовал в «Русской весне». В феврале-марте 2014 года принимал участие в формировании отрядов самообороны, а также проведении референдума по присоединению Крыма и Севастополя к Российской Федерации. Занесён в списки украинского сайта «Миротворец».
В 2014—2015 году представитель партии «Родина» в Крыму, позднее перешёл в «Единую Россию».
С 2014 по 2015 года был внештатным советником Главы Республики Крым Аксенова Сергея Валерьевича.
Окончил «Международный институт информатики, управления, экономики и права» в г. Москве по программе «Государственное и муниципальное управление».
С 2016 по 2019 год — председатель Совета депутатов Ленинского муниципального округа. В 2016—2019 годах — глава Местной администрации внутригородского муниципального образования города Севастополя — Ленинского муниципального округа. Ушёл с должности по собственному желанию. Алексей Чалый публично высказался, что к Тицкому есть вопросы по коррупционной составляющей.
В 2019—2022 годах — советник руководителя Федерального агентства по делам молодежи. С 2022 года советник руководителя Федерального агентства по делам молодежи на общественных началах.
Проходил повышение квалификации:
2018 — Севастопольский филиал ФБГОУ «Российский экономический университет имени Г. В. Плеханова», по программе «Муниципальное управление (основы муниципального управления)».
2019 — ФГБОУ высшего образования «Российская академия народного хозяйства и государственной службы при Президенте Российской Федерации», по программе «Современные технологии управления».
2023 — ООО «Академия дополнительного профессионального образования и развития современных компетенций», профессиональная переподготовка на ведение профессиональной деятельности в сфере молодежной политики.
В 2022—2024 годах — министр по молодёжной политике российской оккупационной Военно-гражданской администрации Запорожской области. С 2024 года — заместитель губернатора Запорожской области по внутренней политике под российской оккупацией.

## Награды
- Медаль «За возвращение Крыма» (2014)
- Медаль «За защиту Республики Крым» (2016)
- Благодарственное письмо Губернатора города Севастополя (2016)  — за общественную работу по сохранению героических традиций и патриотическому воспитанию молодёжи, активное участие в формировании отрядов самообороны и в связи со второй годовщиной вхождения Республики Крым и города Севастополь в состав Российской Федерации
- Памятная медаль «85 лет гражданской обороне» (2017)
- Почетная грамота Федерального агентства по делам молодежи (2019) — за вклад в организацию и проведение Форума молодых деятелей культуры и искусства «Таврида 5.0»
- Памятная медаль (2020) — за бескорыстный вклад в организацию Общероссийской акции взаимопомощи «#МыВместе»
- Почетный знак Федерального агентства по делам молодежи (2021)
- Благодарность Президента Российской Федерации (2021) — за большой вклад в укрепление российской государственности и активную общественную деятельность
- Нагрудный знак (2022) — за содействие в развитии государственной молодежной политики
- Почетный знак «От благодарного народа ЛНР» (2022)
- Знак отличия «За заслуги перед Республикой» II степени (Донецкая Народная Республика, 2023) — за заслуги перед Донецкой Народной Республикой
- Памятная медаль «Участник специальной военной операции» (2023)
- Медаль «За содействие» (СК РФ, 2023) — за содействие Следственному комитету Российской Федерации
- Орден «За заслуги перед Запорожской областью» l степени (2023)